# Haploniscus robinsoni
Haploniscus robinsoni is een pissebed uit de familie Haploniscidae. De wetenschappelijke naam van de soort is voor het eerst geldig gepubliceerd in 1960 door Menzies & Tinker.